# Avital Ronellová
Avital Ronellová, nepřechýleně Ronell (* 15. dubna 1952, Praha) je americká spisovatelka, literární kritička a filosofka.
Působí jako profesorka filosofie na European Graduate School v Saas-Fee a profesorka němčiny, srovnávací literatury a angličtiny na Newyorské univerzitě, kde byla spoluautorkou výzkumu na téma „Trauma a násilí“.

## Život a činnost
Avital Ronellová se narodila v Praze izraelským rodičům, kteří byli diplomaty. Před zahájením své akademické kariéry byla umělkyní.
V roce 1971 vystudovala Rutgersovu přípravnou školu a poté pokračovala na Middlebury University, kde získala bakalářský titul. Dále studovala u Jacoba Taubese na Hermeneutickém institutu Svobodné univerzity v Berlíně. Pod vedením Stanleyho Corngolda na Princetonské univerzitě získala společně se svým přítelem a filozofem Laurence Rickelsem v roce 1979 titul Ph.D. z německého jazyka. Poté pokračovala ve studiích u Jacquesa Derridy a Hélène Cixousové v Paříži.
Některé techniky psaní převzala od přítelkyně a experimentální spisovatelky Kathy Ackerové. Nastoupila na Fakultu srovnávací literatury na Kalifornské univerzitě v Berkeley, kde vyučovala a současně studovala u Philippa Lacoue-Labartha a Jeana-Luca Nancyho.
V roce 1995 přešla na Newyorskou univerzitu, kde do roku 2004 vyučovala společně s Jacquesem Derridou. Je ústřední postavou European Graduate School.
V roce 2009 se zúčastnila konference pořádané Centrem Georges Pompidou společně s řadou dalších osobností (Pierre Alferi, Werner Herzog, Judith Butler, Laurence Rickels, Jean-Luc Nancy, Suzanne Doppelt a dalšími).
V říjnu 2015 obdržela od francouzského ministra kultury Řád umění a literatury.
V roce 2018 byla profesorka Ronellová shledána odpovědnou za sexuální obtěžování, fyzické i slovní, které měla vést po dobu tří let proti jednomu ze svých studentů, kvůli čemuž byla postavena na následující akademický rok mimo službu.

## Dílo
Mezi autory, na které ve své tvorbě odkazuje patří německy píšící básníci Johann Wolfgang von Goethe, Friedrich Hölderlin, Rainer Maria Rilke a Franz Kafka, psychoanalytici Sigmund Freud a Jacques Lacan. Z filozofů lze jmenovat Friedricha Nietzscheho, Waltera Benjamina a Martina Heideggera, stejně jako četné francouzské filozofy jako byl Emmanuel Levinas, Jean-François Lyotard, Jean-Luc Nancy a především Jacques Derrida, jehož tvorba ji velmi ovlivnila a patřila mezi první překladatele jeho díla anglického jazyka.

### Publikace
- (2010) Fighting Theory: In Conversation with Anne Dufourmantelle, ISBN 0-252-07623-0 transl. Catherine Porter a Avital Ronell z Francouzů

- (2008) Avital Ronell, Anne Dufourmantelle, Journal of a narkoman. Filozofické rozhovory s Anne Dufourmantelle, Il Nuovo Melangolo.
- (2007) The UberReader, ISBN 0-252-07311-8, vyd. Diane Davis
- (2006) American philo: Entretiens avec Avital Ronell, ISBN 2-234-05840-6 rozhovor Anne Dufourmantelle
- (2005) The Test Drive, ISBN 0-252-02950-X
- (2004) Scum Manifesto, ISBN 1-85984-553-3, Valerie Solanas, úvod Avital Ronell
- (2001) Hloupost, ISBN 0-252-07127-1
- (1998) Finitude's Score, ISBN 0-8032-8949-9
- (1993) Crack Wars: Literature, Addiction, Mania, ISBN 0-252-07190-5
- (1991) Avital Ronell, ISBN 1-890451-05-3, rozhovor s Andrea Juno. V Re / Search: Angry Women 13
- (1989) Telefonní seznam, ISBN 0-8032-8938-3
- (1989) The Ear of the Other, ISBN 0-8032-6575-1 transl., Jacques Derrida
- (1986) Dictations: On Haunted Writing, ISBN 0-8032-8945-6
- (1982) La bouche émissaire, Cahiersova konfrontace, č. 8